# Vittorio Maria Baldassare Gaetano Costa d’Arignano
Vittorio Maria Baldassare Gaetano Costa d’Arignano (ur. 10 marca 1737 w Turynie, zm. 16 maja 1796 tamże) – włoski duchowny katolicki, kardynał, arcybiskup Turynu.

## Życiorys
Święcenia kapłańskie przyjął 1 marca 1760. 11 września 1769 został wybrany biskupem Vercelli. Sakrę przyjął 21 września 1769 z rąk kardynała Carlo Vittorio Amadeo della Lanze (współkonsekratorami byli arcybiskupi: Francesco Saverio de Zelada i Orazio Mattei). 28 września 1778 objął stolicę metropolitalną Turynu, na której pozostał już do śmierci. 30 marca 1789 Pius VI wyniósł go do godności kardynalskiej.